# Rosengarten (Landkreis Harburg)
Pour les articles homonymes, voir Rosengarten.
Rosengarten est une commune allemande située en Basse-Saxe, dans l'arrondissement de Harburg.

## Géographie
La commune est située au sud de la ville de Hambourg.

## Histoire
Rosengarten a été créée en 1972 lors de la fusion de 10 anciennes communes autonomes.